# Agrothereutes lophyri
Agrothereutes lophyri är en stekelart som först beskrevs av Norton 1869.  Agrothereutes lophyri ingår i släktet Agrothereutes och familjen brokparasitsteklar. Inga underarter finns listade i Catalogue of Life.